# Шатобриан, Франсуаза де Фуа
Франсуа́за де Фуа́, графиня Шатобриа́н (фр. Françoise de Foix, comtesse de Châteaubriant; ок. 1495 — 16 октября 1537) — фаворитка короля Франциска I.

## Биография
Дочь Жана де Фуа, виконта де Лотрек и Жанны д’Эди, графини де Комменж. Троюродная сестра королевы Анны Бретонской, воспитывалась при её дворе, знала латынь, итальянский язык, писала стихи. Помолвлена в 1505 году с Жаном де Лаваль-Монморанси, графом де Шатобриан (обвенчаны в 1509 году). Имела дочь Анну (11 марта 1508 — 12 апреля 1521). Супруги проживали в Шатобриане (Бретань).
Франциск I, считавший, что двор без женщин «что год без весны и весна без роз», был наслышан о красоте графини Шатобриан и потребовал от её мужа, чтобы она была представлена ему. Вопреки желанию графа, Франсуаза прибыла к королевскому двору в 1516 или начале 1517 года. Король сделал мужа графини командиром роты, её старший брат, виконт де Лотрек, стал губернатором Миланского герцогства. Два других брата — Тома, сеньор де Лекен, и Андре, сеньор де Л’Эспарр, также получили высокие должности. Франсуаза в конце концов стала любовницей короля.
Жан де Шатобриан и его жена присутствовали на церемонии крестин дофина Франциска 25 апреля 1519 года в Амбуазе. Франсуаза стояла рядом с принцессами, это было знаком того, что она признана официальной королевской фавориткой (фр. La mye du roi). Возвышение семейства де Фуа вызвало недовольство королевы Луизы Савойской. Когда наступил удобный момент, она приложила все усилия, чтобы убрать с дороги неугодную пассию сына. Франциск, находясь в испанском плену после поражения при Павии, не забывал графиню де Шатобриан: они регулярно обменивались письмами.

18 марта 1526 года освобождённого короля в Байонне встречала мать со свитой: Франсуазы там не было. Луиза Савойская представила королю восемнадцатилетнюю красавицу — Анну де Писслё. Между двумя фаворитками началось двухлетнее соперничество за короля. В конце концов Франсуаза признала себя побеждённой и вернулась в свои владения в Бретань. Ей суждено было увидеться с Франциском ещё один раз в 1532 году, когда на три недели они восстановили свои отношения. 

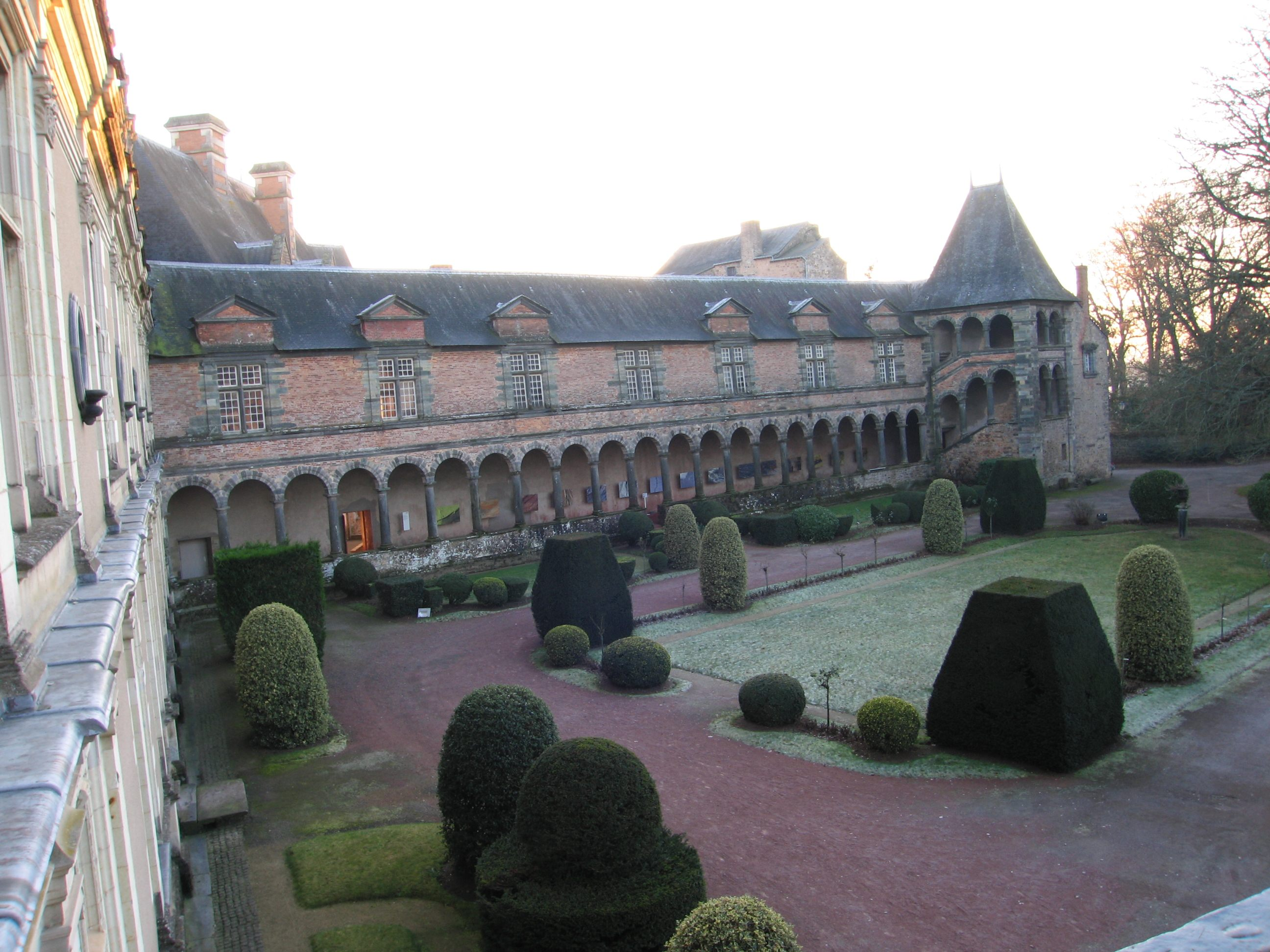
Сад Франсуазы де Фуа в Шатобриане

Относительно смерти графини существует легенда. Варийас со ссылкой на архивы Шатобрианов писал, что после возвращения к мужу она была заперта в комнате, обитой чёрной тканью, а после шести месяцев заключения граф приказал убить её, вскрыв ей вены. По этой версии граф купил снятие с себя всех обвинений, передав часть своих земельных владений Анну де Монморанси. Варийас относит событие к 1526 году, что, однако противоречит дате на надгробии Франсуазы (16 октября 1537). Учитывая то, что Варийас писал через полтора столетия после событий, его свидетельство сомнительно. Упоминаний об этом нет ни у Маргариты Наваррской, ни у Брантома.
Графиня похоронена в церкви тринитариев в Шатобриане, на надгробии помещена эпитафия Клемана Маро, которому в своё время она покровительствовала.
Франсуаза де Фуа отождествляется с неназванной «метрессой Франциска I» из анекдота Брантома, которую король едва не уличил в измене с адмиралом Бониве.